# 9. arrondissement i Paris
9. arrondissement i Paris er et af Paris' 20 arrondissementer og er placeret på højre Seinebred. Det kaldes også arrondissement de l'Opéra.

## Bykvarterer
Arrondissementet er delt i fire bykvarterer:
| Kvarter             | Areal (km2) | Del af arr. | Befolkning (1999) | Del af arr. |
| ------------------- | ----------- | ----------- | ----------------- | ----------- |
| Saint-Georges       | 0,72        | 33%         | 20.850            | 37%         |
| Chaussée-d'Antin    | 0,54        | 25%         | 3.488             | 6%          |
| Faubourg-Montmartre | 0,42        | 19%         | 9.233             | 17%         |
| Rochechouart        | 0,50        | 23%         | 22.212            | 40%         |

## Demografi
| År   | Befolkning |
| ---- | ---------- |
| 1954 | 101.930    |
| 1962 | 94.182     |
| 1968 | 84.892     |
| 1975 | 70.180     |
| 1982 | 64.560     |
| 1990 | 57.598     |
| 1999 | 55.783     |